# Ochrotrichia stylata
Ochrotrichia stylata är en nattsländeart som först beskrevs av Ross 1938.  Ochrotrichia stylata ingår i släktet Ochrotrichia och familjen smånattsländor. Inga underarter finns listade i Catalogue of Life.